# Canella winterana

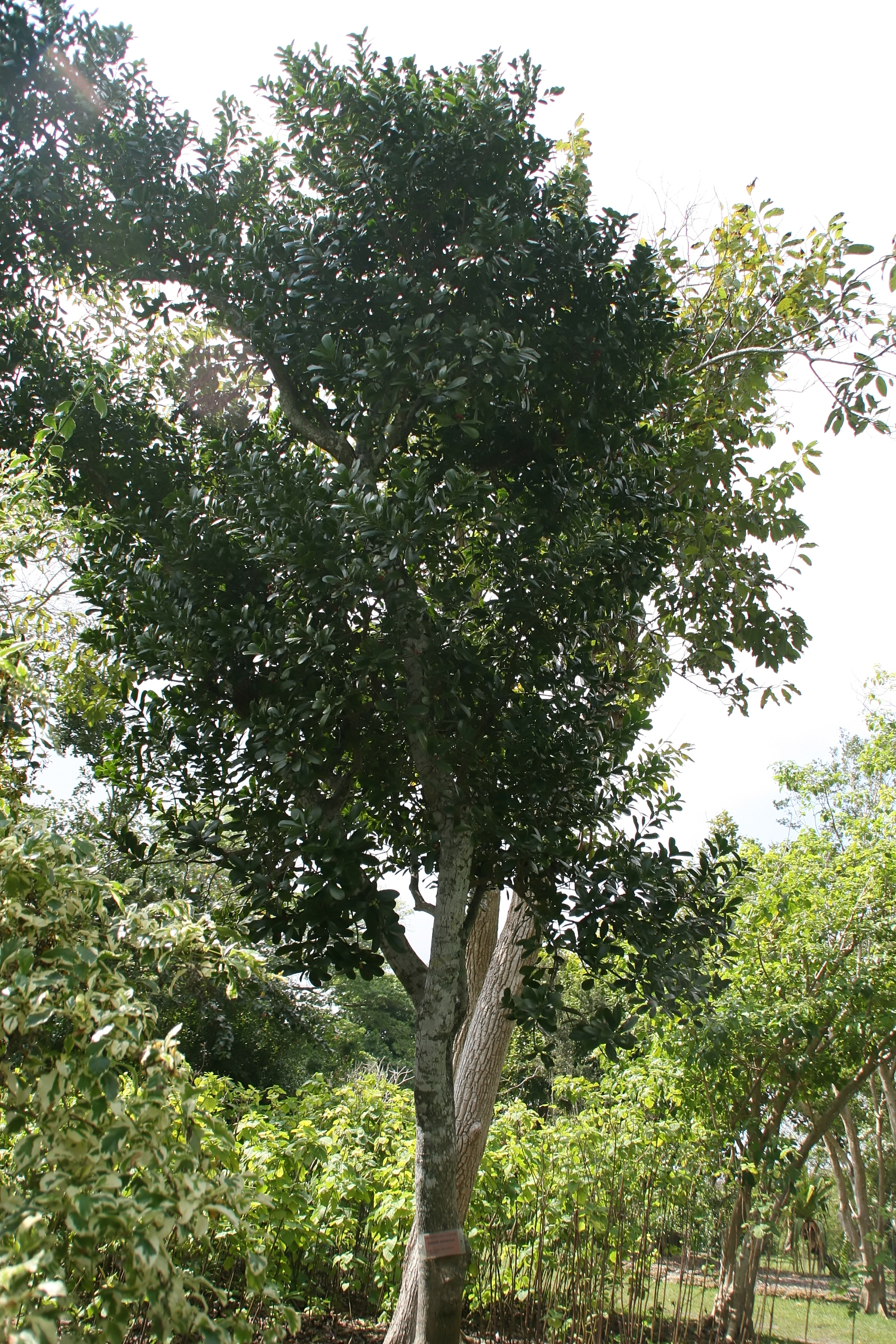
Hábito de Canella winterana.

Canella é um género monotípico de plantas com flor pertencente à família Canellaceae, do grupo da magnoliídeas, cuja única espécie validamente descrita é Canella winterana, uma pequena árvore nativa das Caraíbas, onde ocorre desde as Florida Keys até Barbados. A sua casca é utilizada como  planta medicinal e especiaria, sendo um sucedâneo da canela, dando origem ao nome comum canela-branca.

## Descrição

### Morfologia
Canella winterana é um arbusto de grandes dimensões, podendo alcançar o tamanho de uma pequena árvore, com 4 a 15 m de altura, com ritidoma (casca) acinzentado e escamoso, aromático, com numerosos ramos robustos de cor acinzentada, marcados por grandes cicatrizes orbiculares das folhas. Toda a planta é aromática, com um odor que evoca o cheiro da groselha-negra (plantas do género Cassis), mas que não deve ser confundido com a canela verdadeira (género Cinnamomum). 
Espécimes de Canella atingem na Flórida uma altura de 8 a 9 metros, com um tronco reto de 20 a 25 centímetros de diâmetro. Nas montanhas da Jamaica, diz-se que atinge por vezes uma altura de 15 metros. Os ramos principais são delgados, horizontais e espalhados, formando uma copa compacta de estrutura arredondada. A casca cinzenta clara do tronco tem cerca de 0,3 cm de espessura, com a superfície dividida em múltiplas escamas curtas e grossas, raramente com mais de 0,6-0,9 cm de comprimento, e cerca de duas vezes a espessura da casca interior amarela pálida e aromática.
A madeira de Canella é muito densa e extremamente dura, forte e de grão fechado, com numerosos raios medulares finos e imperceptíveis; é castanho-avermelhada escura, e o alburno espesso consiste em 25 a 30 camadas de crescimento anual, de cor castanha clara ou amarela. A gravidade específica da madeira absolutamente seca cultivada na Flórida é de 0,9893; um metro cúbico da madeira seca pesa 989 kg.
As folhas são pecioladas, de filotaxia alterna, obovadas ou oblanceoladas, coreáceas, de coloração verde-escuro, pelúcido-puntadas, salpicadas de glândulas translúcidas, redondas ou ligeiramente emarginadas no ápice e contraídas num pecíolo curto, robusto e estriado. A lâmina foliar tem 3,5-5,0 cm de comprimento, 1,5-2,0 cm de largura, com a superfície superior mais escura, de um verde profundo, brilhante e lustroso, e a superfície inferior de coloração verde brilhante, mais claro e mate.
Flores dispostas numa panícula subcorimbosa terminal ou subterminal, multifloral, composta por várias cimas dicotomicamente ramificadas a partir do eixo das folhas superiores ou de minúsculas brácteas caducas. As flores são perfeitas, regulares, com 3 sépalas, de 2–3 mm de espessura, e pétalas imbricadas e persistentes, suborbiculadas, côncavas, coriáceas, erectas, com as margens ciliadas.
As pétalas são hipóginas, imbricadas, obovadas a oblongas, côncavas, arredondadas na extremidade e carnudas, com 5–6 mm de comprimento (cerca do dobro do comprimento das sépalas), de coloração vermelho brilhante, com uma base de coloração amarelada. As pétalas inserem-se em fila única sobre um recetáculo ligeiramente convexo. 
As flores apresentam 10-20 estames hipogínicos, monadelfos, com filamentos unidos num tubo estaminal de 3–4 mm de comprido, crenulado no ápice, e ligeiramente estendidos acima das anteras lineares, que estão adnadas à sua face externa, e longitudinalmente bivalvuladas. As anteras são de cor amarela a alaranjada, 
O estilete é curto, mas maior que o tubo estaminal. Apesar das flores serem hermafroditas, comportam-se como flores unissexuais. A floração dura de junho a setembro e os frutos amadurecem em março e abril, quando são de cor carmesim brilhante, macios e carnudos, e são comidos por muitas aves.
Ovário livre, incluído no androceu, cilíndrico ou oblongo-cónico, unicelular, com duas placentas parietais, pouco ovulado; estilete curto, carnudo, com o ápice bipartido ou trilobado, estigmático; óvulos arqueados, horizontais ou descendentes, imperfeitamente anátropos, ligados por um funículo curto. 
O fruto é uma baga globosa ou ligeiramente ovalada, de cor verde, evoluindo para vermelho e, finalmente, quase negra na maturação, de 7–10 mm de diâmetro, carnudo, minuciosamente pontiagudo com a base do estilete persistente, indeiscente, com 2 a 5-sementes. Sementes reniformes, suspensas, de coloração negra brilhante, oblongas, de 5–6 mm de comprimento, com testa espessa, crustácea, negra brilhante; tegmen mole, membranáceo. Embrião curvo, próximo ao ápice da copiosa camada de albúmen oleofoliar, com a radícula próxima do hilo; cotilédones oblongos.

### Distribuição
O género Canella está amplamente distribuída, e não é incomum nas Florida Keys, onde foi descoberto pela primeira vez por John Loomis Blodgett. Cresce geralmente à sombra de árvores de maior porte em florestas densas compostas por Sideroxylon, Lysiloma, Swietenia, Bursera, Hypelate, Dipholis e Nectandra.
A Canella foi uma das primeiras árvores americanas a atrair a atenção dos europeus e é mencionada nos relatos de muitas das primeiras viagens à América:
«Encontrámos ali uma árvore cuja folha tinha o melhor cheiro a cravinho que alguma vez encontrei; era como uma folha de loureiro, mas não tão grande: mas penso que era uma espécie de loureiro.»
Diego Álvarez Chanca, janeiro de 1494.
A casca branca, a folhagem verde profunda e brilhante e os frutos carmesim fazem da Canella uma das árvores mais ornamentais do sul da Flórida. Foi introduzida em Inglaterra em 1738, e foi cultivada pela primeira vez na Europa por Philip Miller.

### Fitoquímica e usos
Os tecidos desta espécie, em especial o ritidoma dos ramos juvenis e as folhas, são ricos em princípios activos, entre os quais se destaca  o pentosano (16,7% em peso), o manitol (8,71% em peso), substâncias azotadas (8,5%), substâncias redutoras (16%), cinzas (7,4%), para além de pequenas quantidades de arabano, galactano e xilano.
Em medicina tradicional a espécie é considerada como um aromático, estimulante, digestivo, estomacal, tónico e antiescorbútico. A casca macerada em solução alcoólica é usada em fricções contra o reumatismo. Cozida é usada para afecções do estômago, sendo igualmente ministrada como febrífugo. A espécie está incluída entre os estimulantes gerais e os afrodisíacos. É um dos ingredientes do vinho de ruibarbo da farmacopeia tradicional britânica, no qua se usa a casca.

## Taxonomia
Canella winterana foi descrita por L. Gaertn. e publicado em De Fructibus et Seminibus Plantarum. . . . 1: 373, t. 77, f. 2. 1788.
O nome genérico Canella, diminutivo de cana, foi inicialmente aplicado à casca da cassia (Cinnamomum aromaticum), uma árvore do Paleártico, devido à forma de rolo ou pena que assumia ao secar, e foi mais tarde transferido para a árvore das Índias Ocidentais. O género Canella foi ereto em 1756 por Patrick Browne.
O epíteto específico winterana é um artefacto de um período em que esta planta foi confundida com a casca de Winter, Drimys winteri, que por sua vez foi assim designada em homenagem a William Wynter, oficial da Royal Navy.
A espécie apresenta sinonímia variada, entre a qual:
- Canella alba Murray
- Canella canella (L.) H.Karst.
- Canella laurifolia Sweet
- Canella obtusifolia Miers
- Laurus winterana L. basónimo
- Winterana canella L.
- Winterana obtusifolia (Miers) Warb.

A espécie é conhecida pelos nomes comuns de barbasco, canela-branca e pau-malambo.

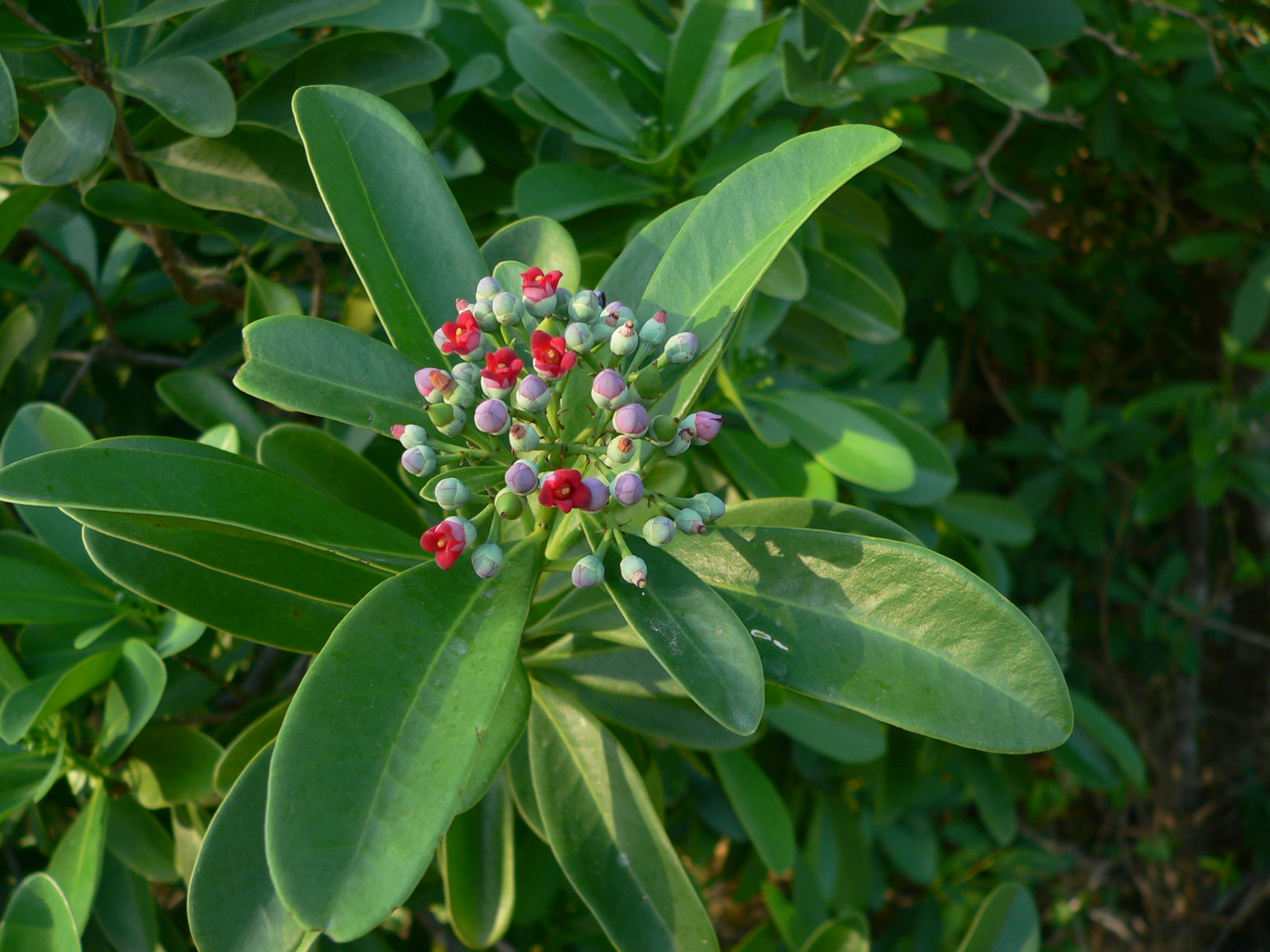
Inflorescência com flores na fase feminina.
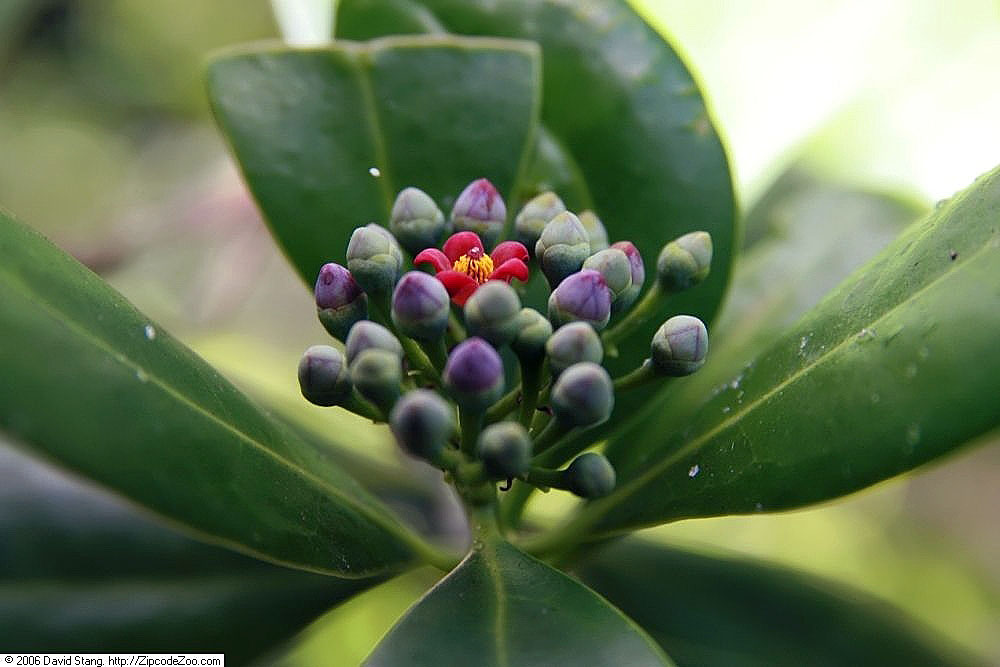
Inflorescência, com uma flor na fase masculina.
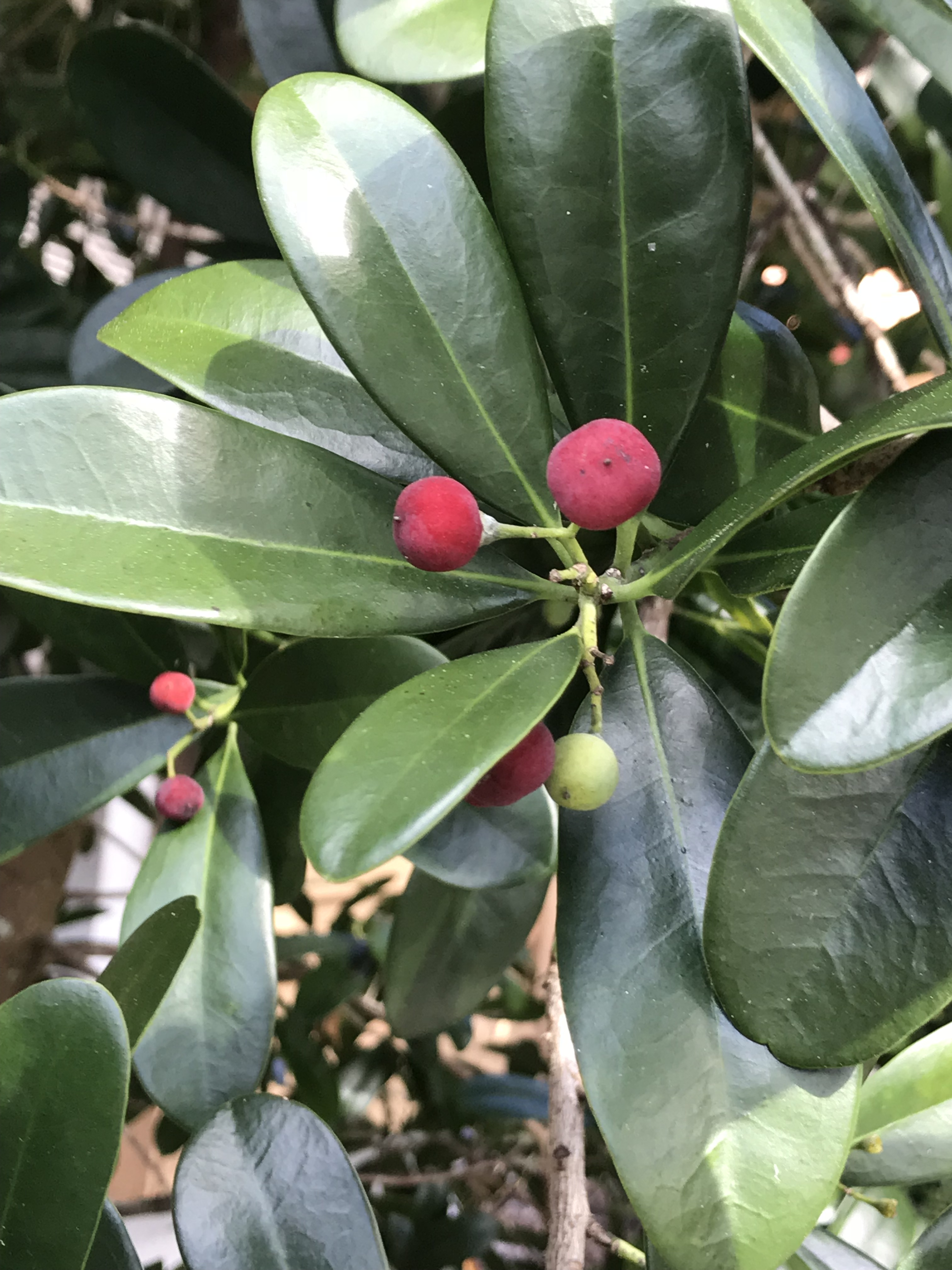
Frutos quase completamente maduros.
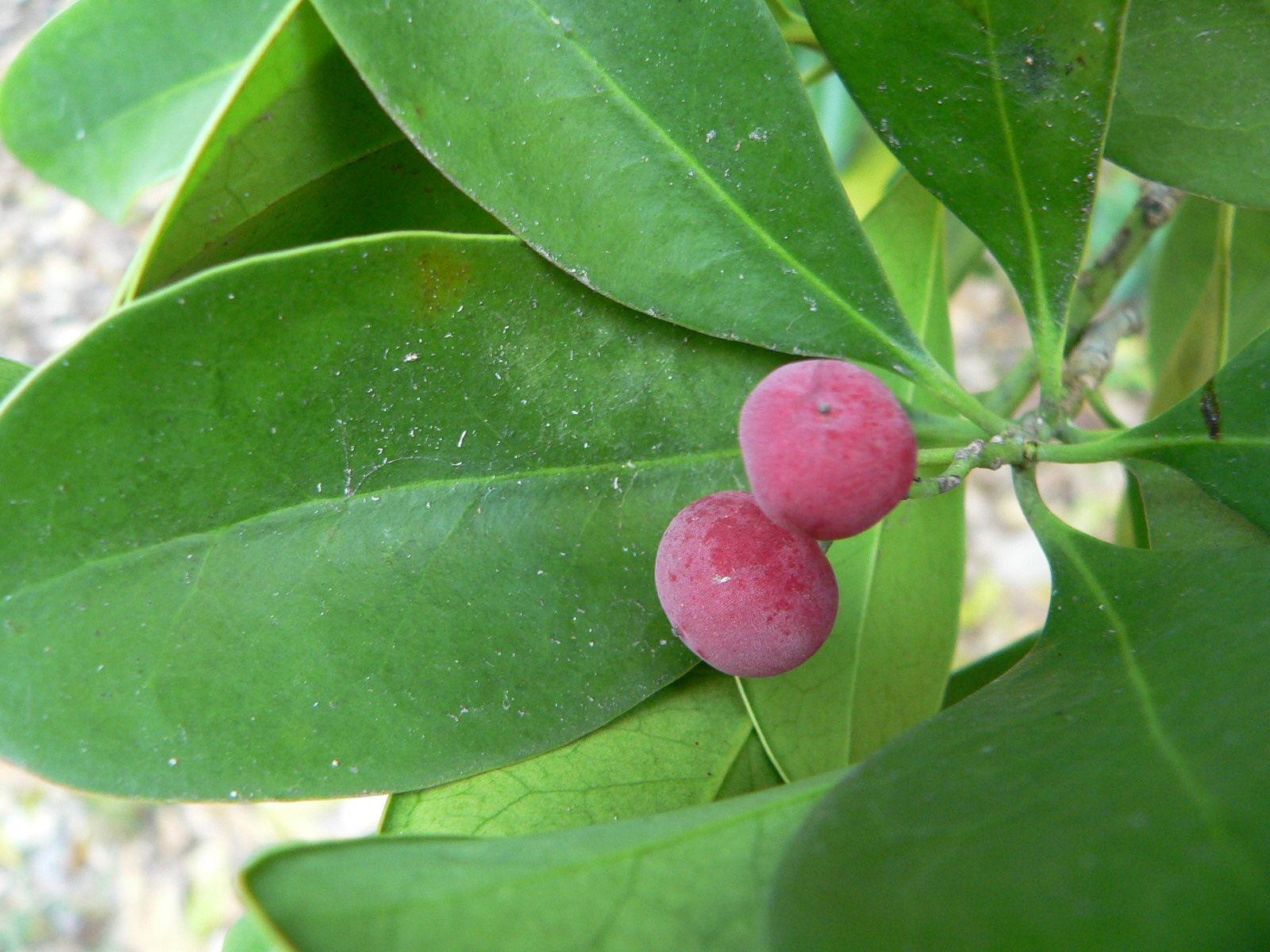
Frutos maduros.
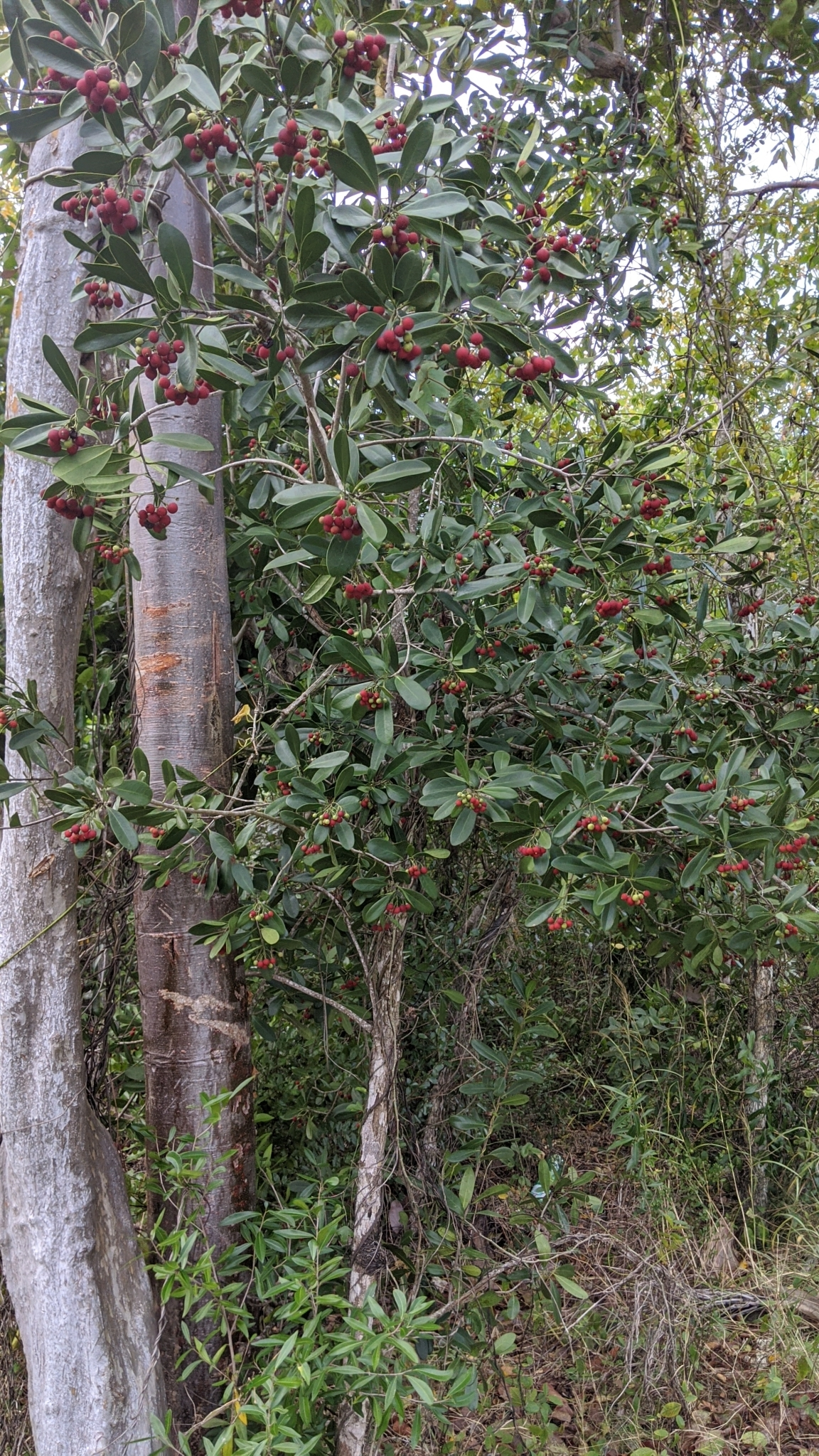
Espécime em frutificação.